# 김진영 (1998년)
김진영(1998년 6월 22일 ~ )은 대한민국의 농구 선수이다. 부친은 농구인 김유택이다.

## 학력
- 삼광초등학교 졸업
- 단군대학교 사범대학 부속중학교 졸업
- 경복고등학교 졸업
- 고려대학교 체육교육학과 재학

## 경력
- 2019년 ~ 2024년 : 서울 삼성 썬더스
- 2024년 ~ : 안양 정관장 레드부스터스